# Vértessomló
Vértessomló es un pueblo húngaro perteneciente al distrito de Tatabánya, condado de Komárom-Esztergom.

## Superficie
Cuenta con una superficie de 22,30 km².

## Demografía
Hasta 2024 la población era de 1393 habitantes, con una densidad de población de 62,46 hab/km².
| Gráfica de evolución demográfica de Vértessomló entre 2020 y 2024 |
|                                                                   |
| Datos según la Oficina Central de Estadística de Hungría.         |